# Færøerne på cykel !
Færøerne på cykel ! er en dansk dokumentarfilm fra 1998 med instruktion og manuskript af Stig Hartkopf.

## Handling
Den cyklende livsjæger, Stig Hartkopf har været ude med kameraet og denne gang besøgt Færøerne på sin vej verden rundt. Han gengiver den menneskelige og dagligdags side af afsides liggende samfund på en nærværende og ægte måde med interviews og kameraets registrering.